# Clio (Alabama)
Clio es una ciudad del Condado de Barbour, Alabama, Estados Unidos. Según el censo de 2000 tenía una población de 2.206, y en 2005 contaba con 2216 habitantes.

## Demografía
| 2,207                      | 2,194 | 2,231 | 2,226 | 2,218 | 2,216 |
| (Fuente: [cita requerida]) |       |       |       |       |       |